# 比伯格明德
比伯格明德是德国黑森州的一个市镇。总面积78.55平方公里，总人口8309人，其中男性4125人，女性4184人（2011年12月31日），人口密度106人/平方公里。